# Тонкохвост изящный
Тонкохвост изящный (лат. Ischnura elegans) — вид равнокрылых стрекоз семейства Coenagrionidae.

## Этимология латинского названия
Латинское elegans — изящный, изысканный, красивый. Название подчеркивает лёгкое, изящное сложение и красивую окраску тела.

## Описание

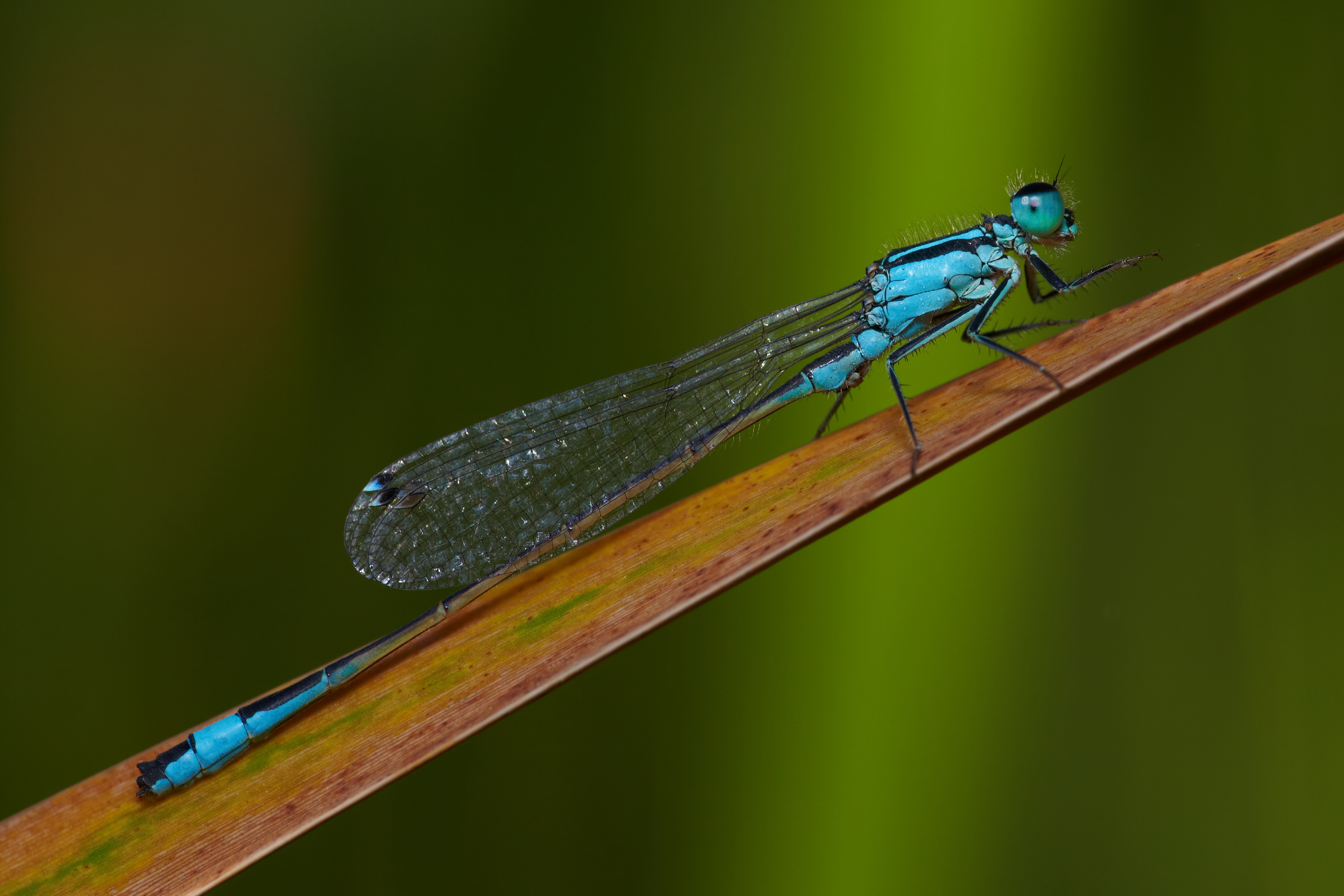
Самец

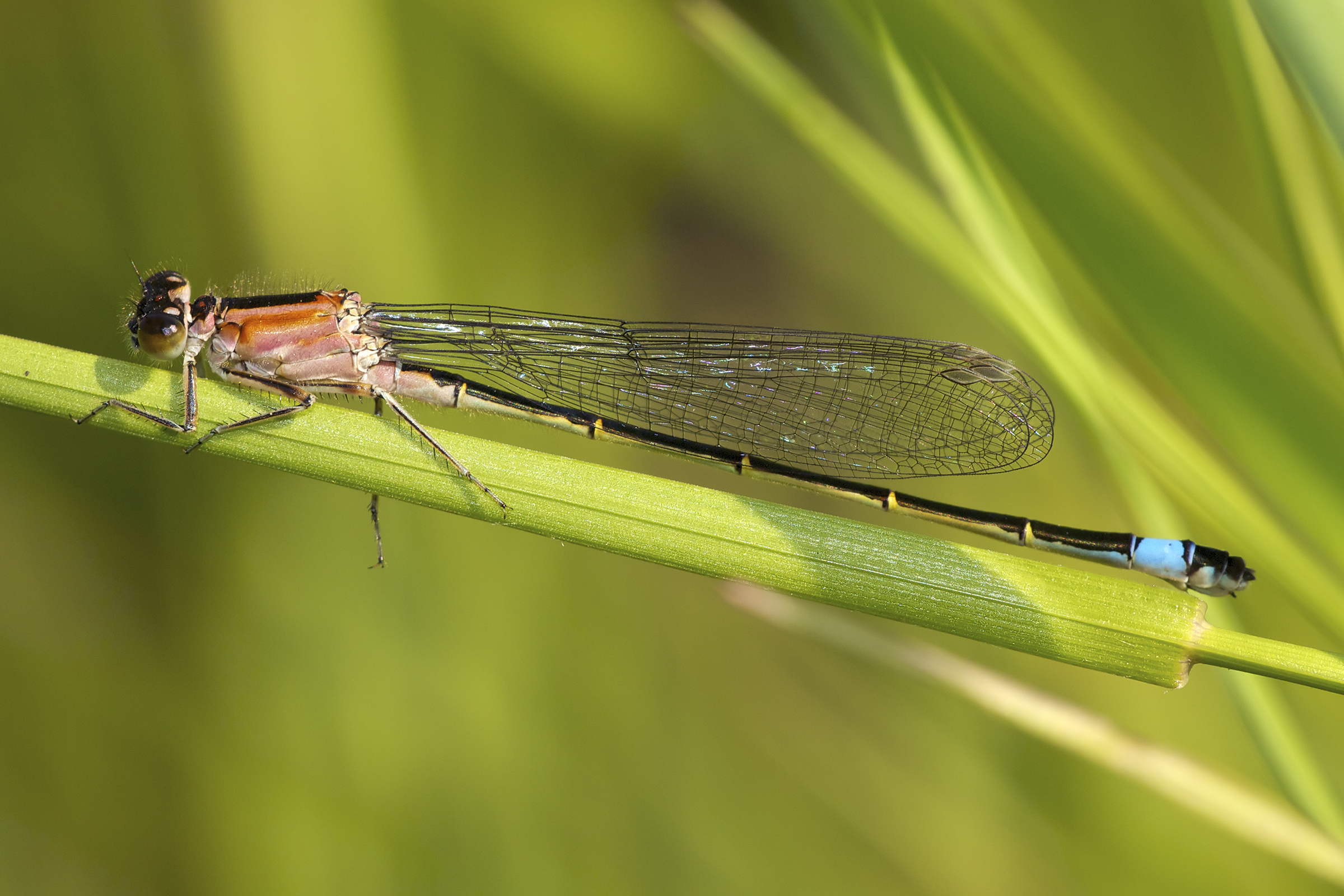
Самка form rufescens

Длина 30-34 мм, брюшко 24-29 мм, заднее крыло 16-18 мм. Голова широкая, сверху вдвое шире своей длины. Лоб округлённый. Окраска головы чёрная. На затылке имеются два светлых округлённых пятна. У самок и самцов VIII сегмент брюшка синего цвета, а IX — чёрный. Брюшко бронзово-чёрного цвета, сочленения спинных полуколец имеют жёлтый окрас, VIII кольцо, бока I—II низ VII—IX сегментов брюшка — синие, бока и низ III—VI сегментов — жёлтые. Задний край переднеспинки приподнят посередине и торчит вверх в виде гребешка. Голени ног не расширены. Птеростигма на всех крыльях практически одинаковой величины, узкая (занимает 1 ячейку). Ноги чёрного или тёмно-серого цвета.
Самец: грудь голубого цвета, сверху имеет широкую тёмную продольную полоску и более узкие полоски по бокам. Брюшко чёрного цвета, с узкими перевязями, на конце с большим голубым пятном («фонарём»). Крылья прозрачные. Птеростигма у самцов двухцветная: в основании чёрная, на вершине — светлая. VIII сегмент целиком голубой, IX — чёрный. Молодые, недавно появившиеся из личинки, самцы имеют светло-зелёную окраску грудного отдела. Половозрелые самцы окрашены в ярко-синий цвет.
Самка: Птеростигма на передних крыльях в той либо иной степени двухцветная, частично светлая. Анальные придатки чёрного цвета. Для самок возрастные изменения окраски носят более сложный характер. У них очень развит полиформизм.
Выделяют 3 основных типа:
- А-тип (андроморфные или изоморфные). В ювенильном возрасте характеризуются лиловой или оранжевой грудью и основанием брюшка с хорошо выраженной доплечевой полоской. В дальнейшем они приобретают ярко-зелёную или голубую окраску, свойственную самцам, и приобретают характерный для них «фонарь» на конце брюшка.
- В-тип (переходные). В ювенильном возрасте характеризуются лиловой грудью и началом брюшка, также хорошо выраженной доплечевой полосой чёрного цвета. По мере взросления они приобретают оливково-зелёный или бурый окрас, без голубого пятна («фонаря») на конце брюшка.
- С-тип (гетероморфные или типично гетероморфные). В ювенильном возрасте характеризуются розовой или оранжевой грудью и основание брюшка без доплечевой полосы. Во взрослом состоянии их окраска бурая или зелёная, без голубого пятна («фонаря») на конце брюшка[2].

Андроморфные и гиноморфные самки проходят последовательность цветовых изменений окраски от фиолетового до голубого или оливкового приблизительно за 10 дней, а полового созревания достигают за 5 — 6 дней от момента вылета из личинки.

## Ареал
Западно-центрально-палеарктический температный вид. Умеренная зона Европы, Крым, Западная и Средняя Сибирь, Северная Африка, Передняя и Центральная Азия.
На Украине зарегистрирован в Закарпатье, в Киевской, Полтавской, Днепропетровской, Одесской, Херсонской, Запорожской областях.

## Биология
Лёт: конец мая — середина сентября. Вид заселяет почти любые типы как стоячих, так и проточных водоёмов, в том числе и солоноватые (озёра, пруды, канавы, глубокие лужи, болотные ямы, медленно текущие речки, ручьи, старицы с богатой водной растительностью), однако не переносит слишком кислых вод и олиготрофных болот.
Окраска тела личинок также сильно варьирует, может быть желтоватой, коричневатой, зеленоватой, зеленовато-серой. Тело личинки слегка удлинённое, покрыто шипиками. Длина тела 23-26 мм.

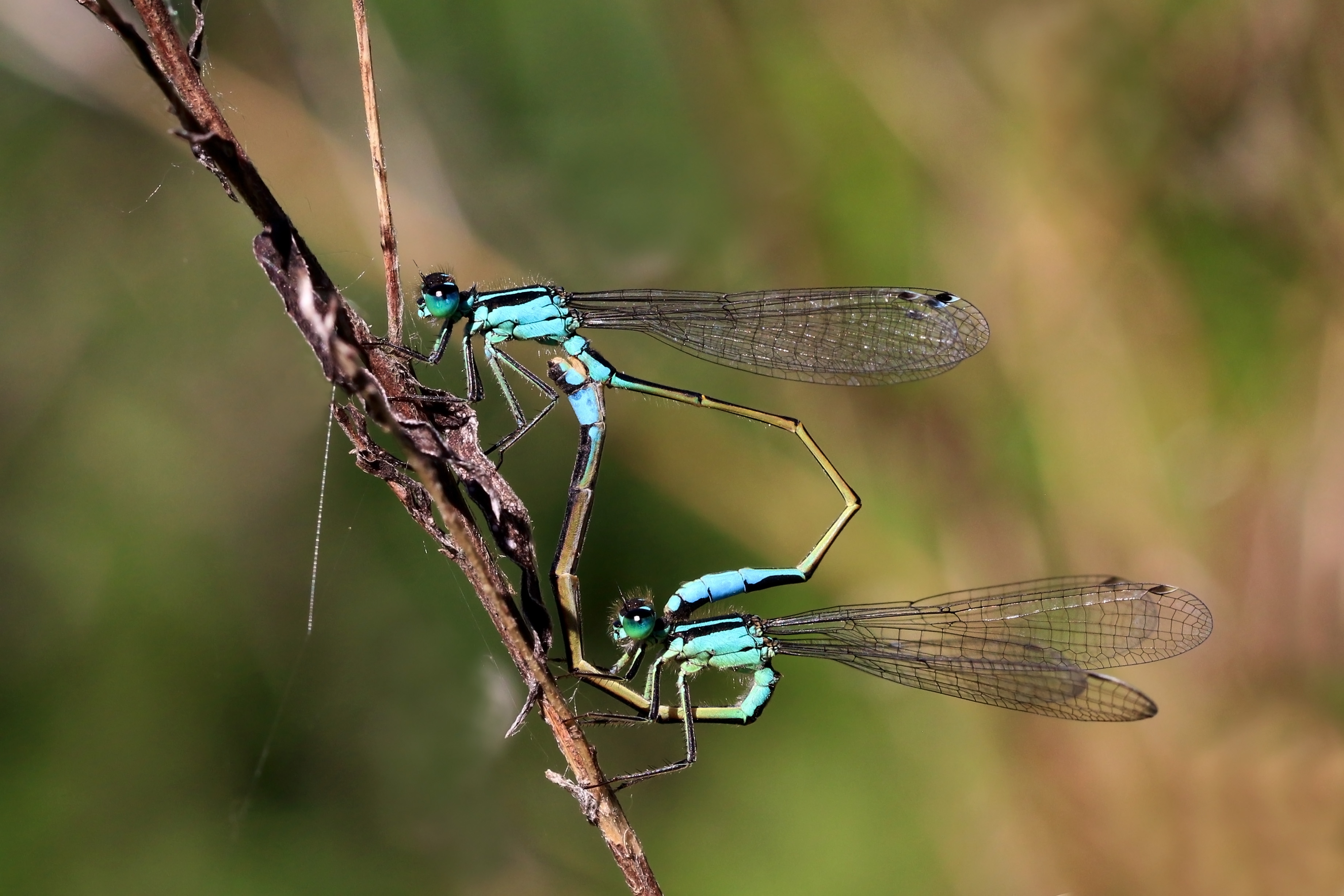
Спаривающаяся пара form typica
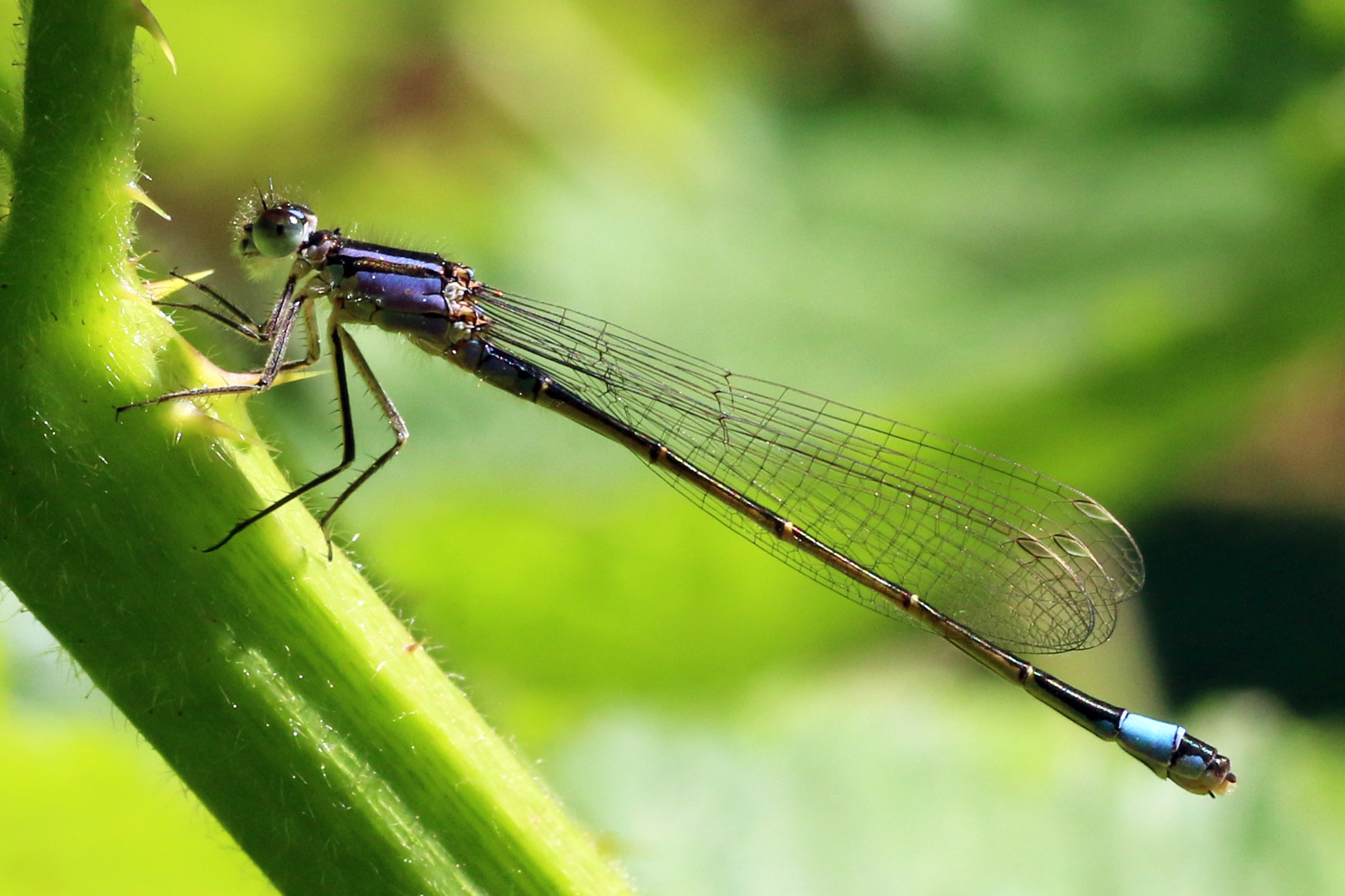
Самка form violacea
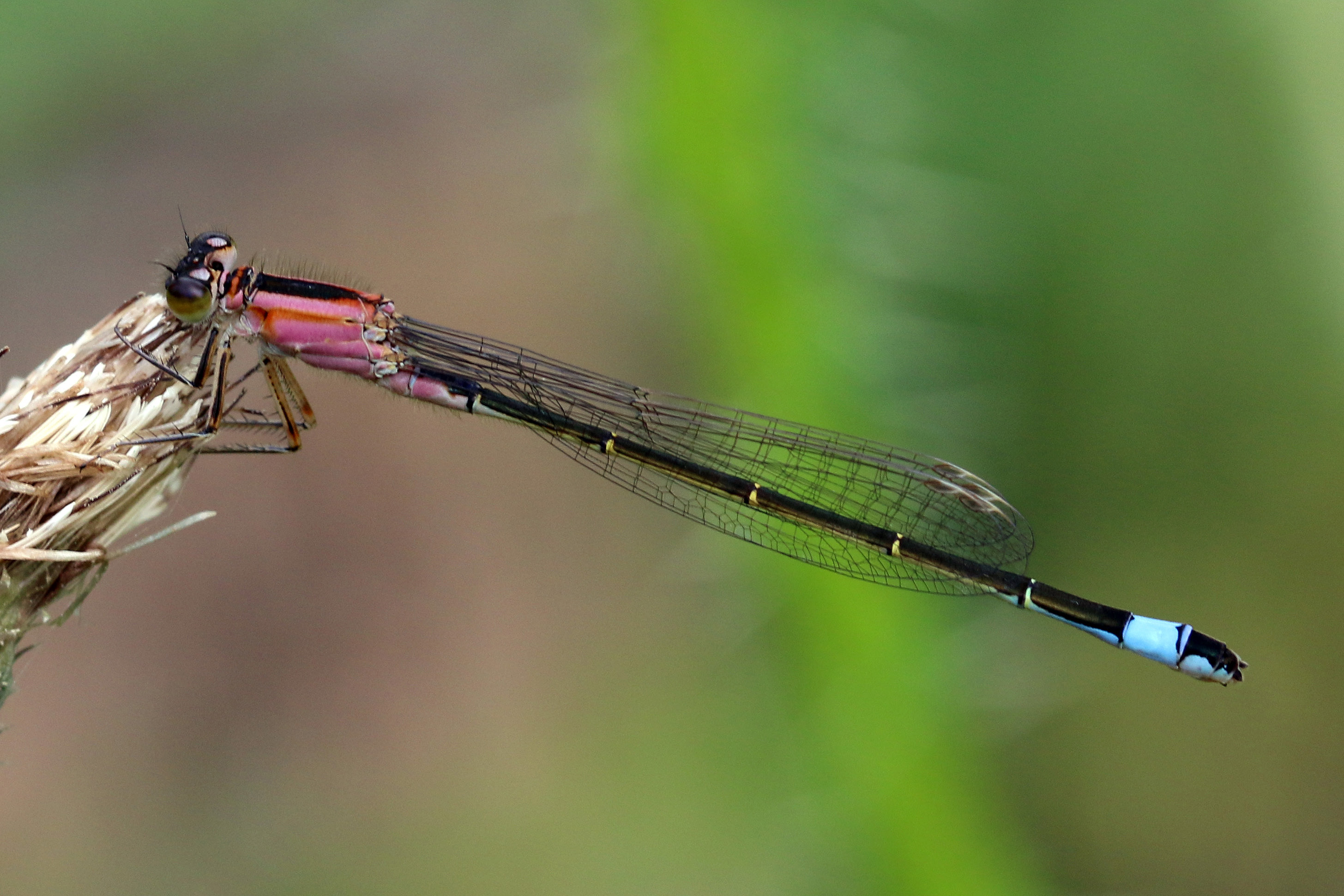
Самка form rufescens
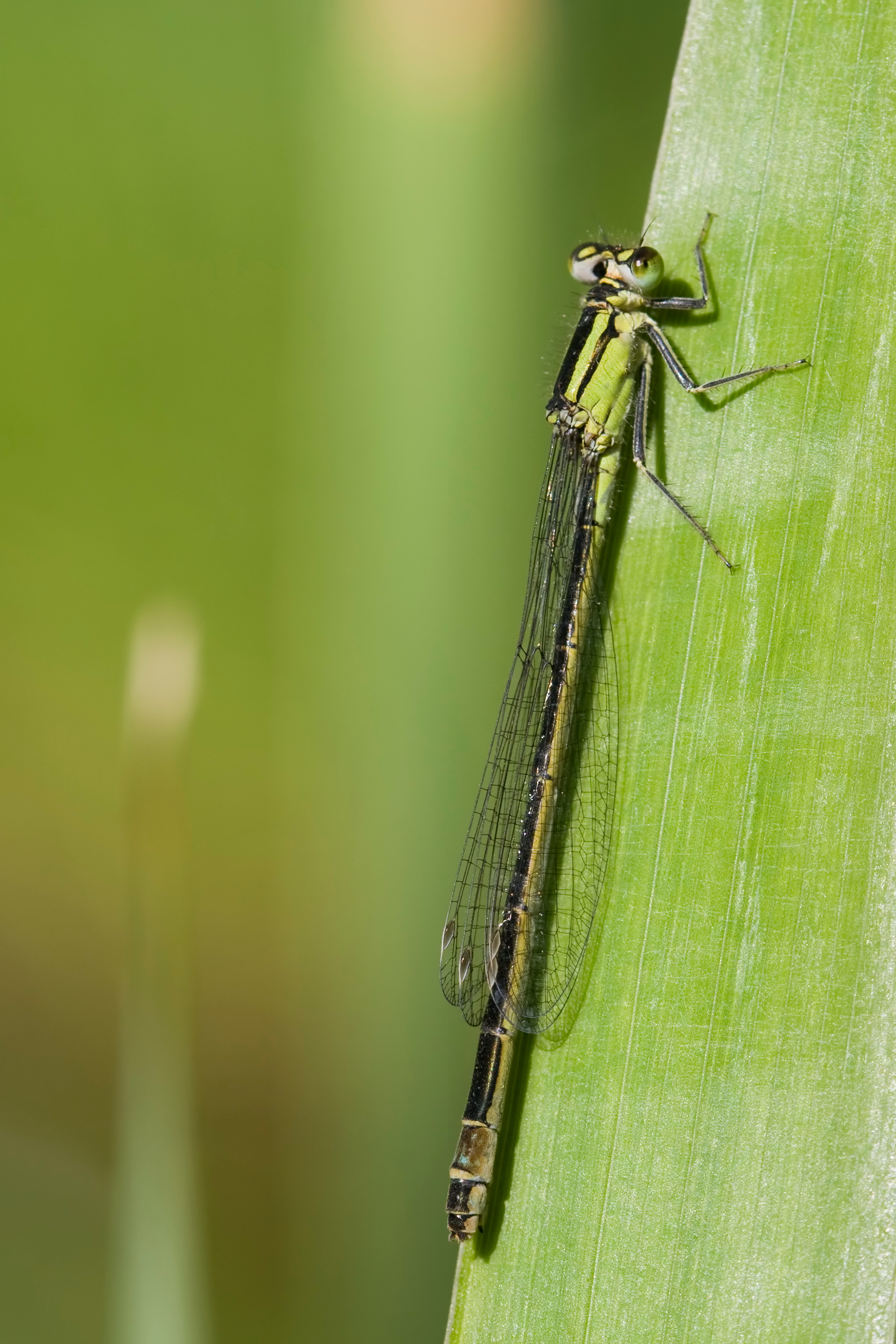
Самкаform infuscans
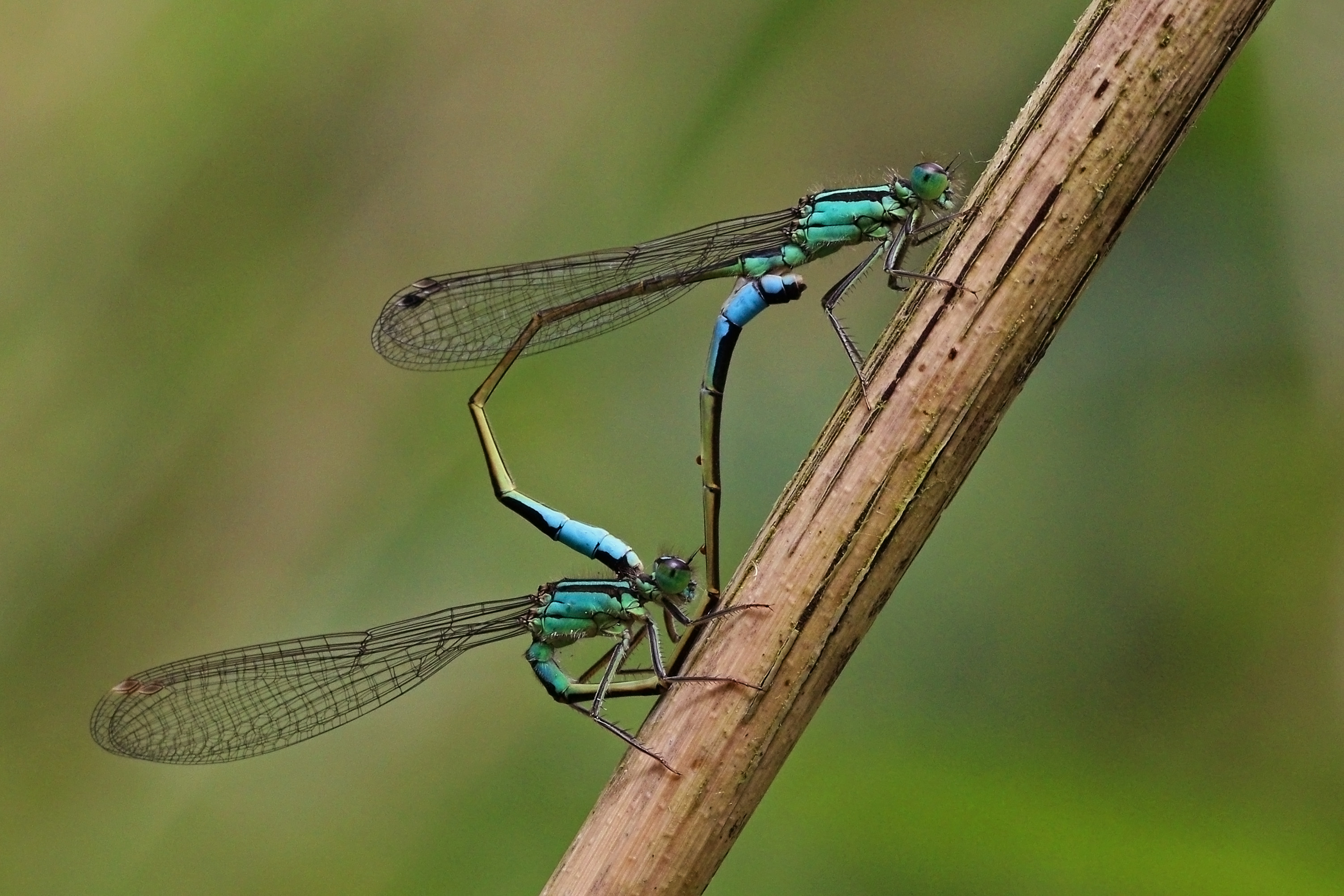
Спаривающаяся пара, самка  form typica
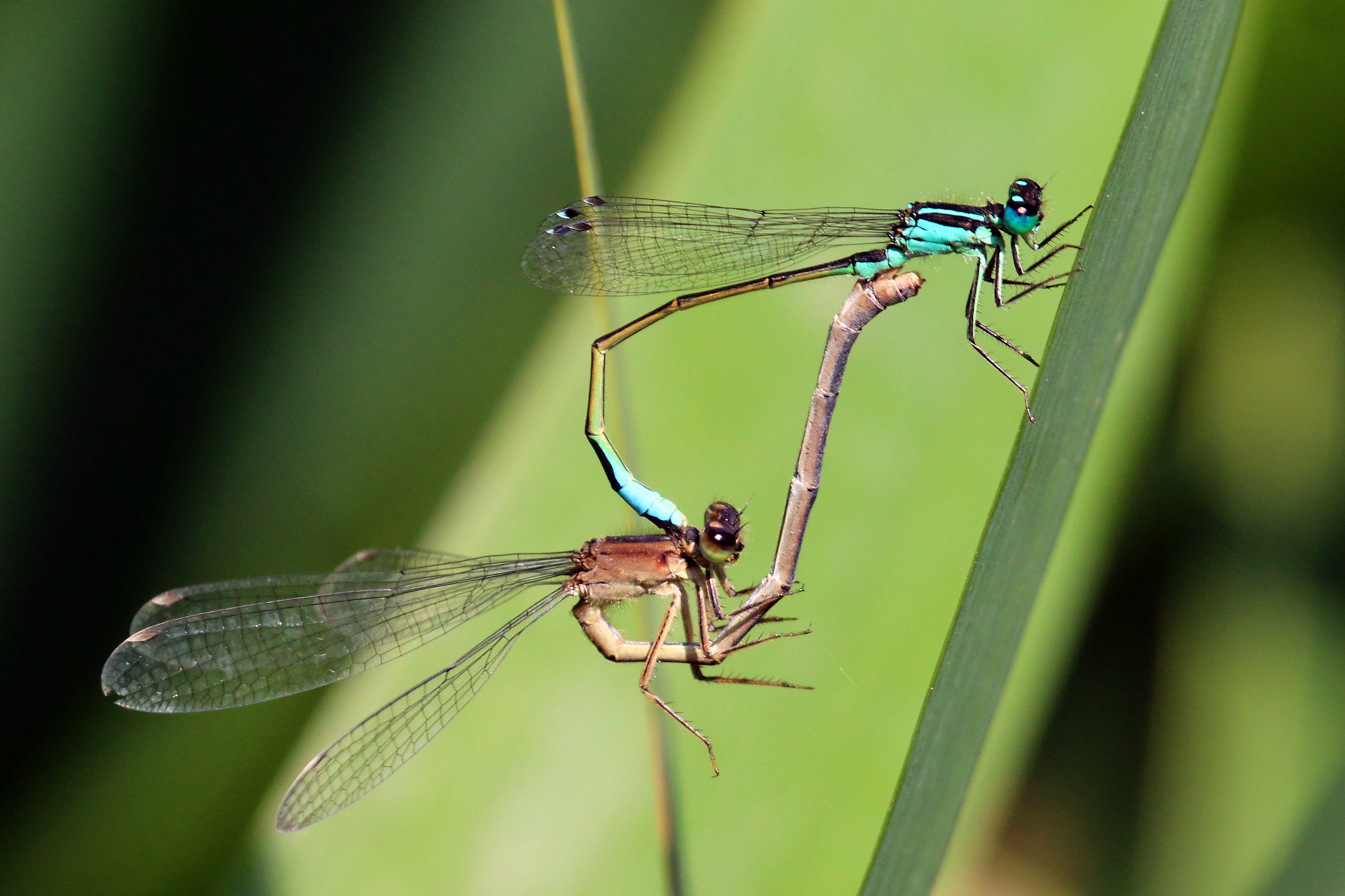
Спаривающаяся пара, самка  form infuscans-obsoleta
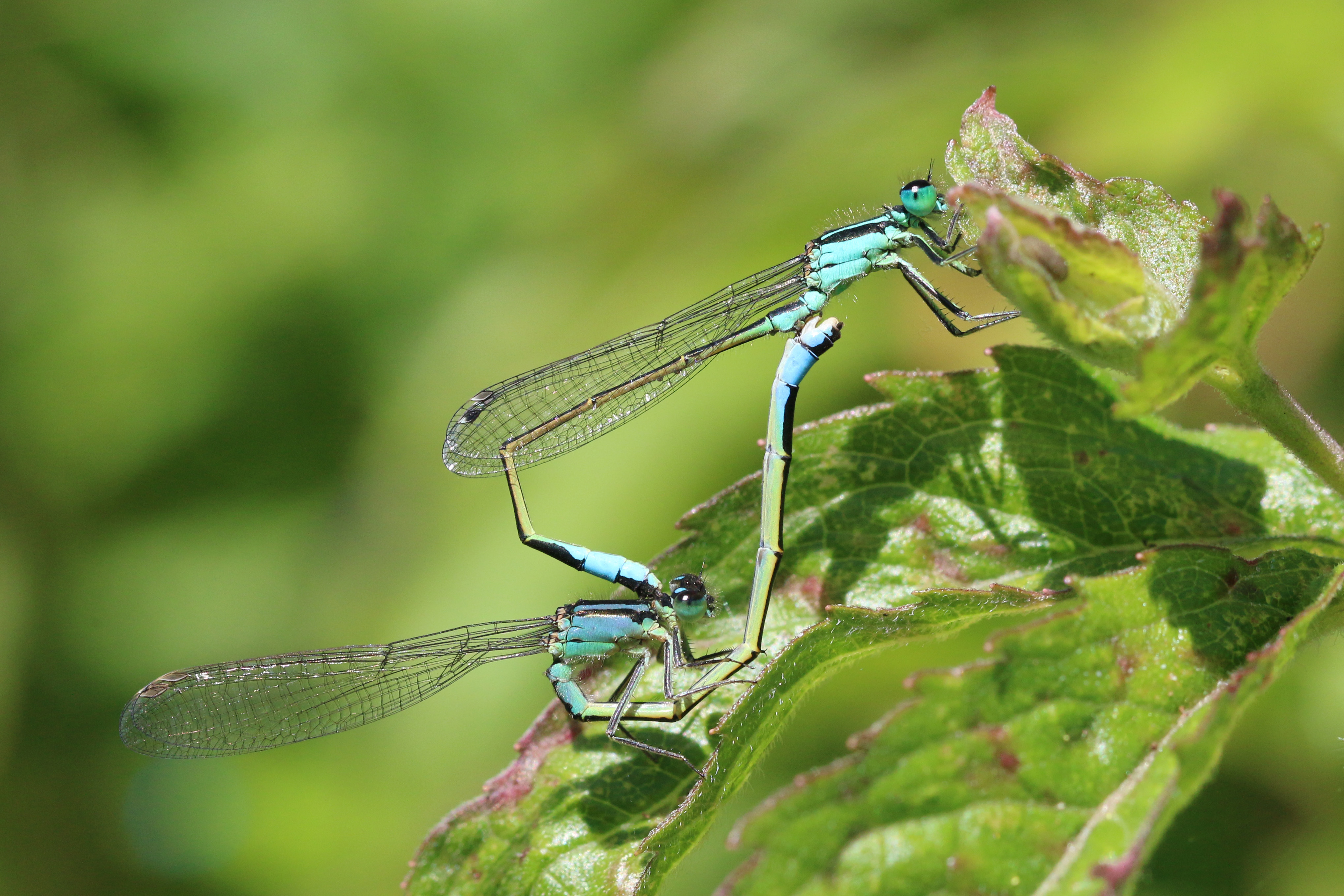
Спаривающаяся пара, самка form violacea
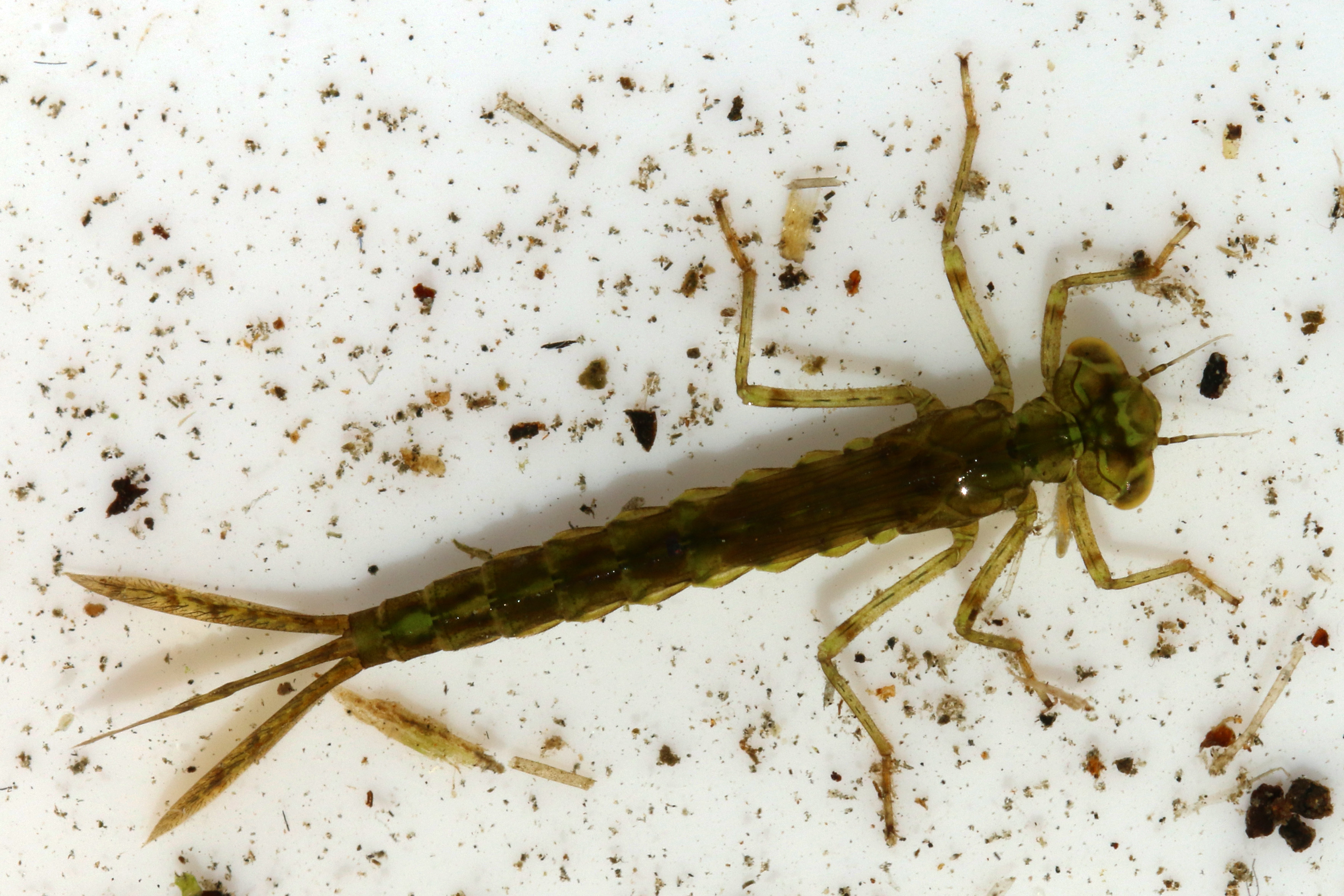
Нимфа